# غرباء في أمريكا (مسلسل)
غرباء في أمريكا (بالإنجليزية: Aliens in America)‏ (أو أجانب في أمريكا) مسلسل تلفزيوني كوميدي أمريكي، بدأت قناة قناة سي دبليو بعرضه في 1 أكتوبر 2007. تدور أحدث المسلسل حول جاستين الذي يبلغ من العمر 16 عاماً وهو شخص، حساس، خجول، منعزل عن المجتمع، ونحيف جداً.
زرع في مخيلته بأنه لن يصبح مهما في حياته، ونتيجة لهذا فأنه سئ العلاقات الإجتماعية لأبعد الحدود، ويعيش حالة من النبذ والغربة داخل مدرسته ومجتمعه، وبعد حادثة ما حدثت في مدرسته يقترح المرشد الطلابي بأن تقوم عائلة الفتى باستقبال طالب من دولة أخرى ضمن برنامج التبادل الطلابي بين الدول، والمسمي ببرنامج تبادل الطلاب الدولي. ليتضح لاحقا لعائلة جاري تولتشاك انه طالب باكساتني مسلم يدعي راجا، ويحكي المسلسل قصة هذا الفتى وما يتعرض له من جهل وأفكار مسبقة من بعض الأميركيين الجهلة وكل ذلك في قالب كوميديّ ظريف وتبدأ الأحداث بالتطور.

## روابط خارجية
- غرباء في أمريكا على موقع IMDb (الإنجليزية)
- غرباء في أمريكا على موقع ميتاكريتيك (الإنجليزية)
- غرباء في أمريكا على موقع روتن توميتوز (الإنجليزية)
- غرباء في أمريكا على موقع كينوبويسك (الروسية)
- غرباء في أمريكا على موقع ألو سيني (الفرنسية)
- غرباء في أمريكا على موقع قاعدة بيانات الفيلم (الإنجليزية)